# My American Heart
My American Heart byla rocková skupina ze San Diega (Kalifornie, USA), která vznikla v roce 2001. Původní název skupiny byl No Way Out, která byla známa spíše na místní úrovni. Tehdejší členové byly Larry Soliman (zpěv), Jesse Barrera (basová kytara), Clint Delgado a Jeremy Mendez (kytary) a Steven Oria (bicí). Později, po poznámce "we're all American" zpěváka Larry Solimana si skupina změnila jméno na My American Heart. Skupina hrála skladby ve stylu alternativního rocku, emo a indie rocku.

## Poslední sestava
- Larry Soliman - zpěv
- Jesse Barrera - kytara, zpěv
- Dustin Hook - basová kytara
- Steven Oira - bicí

## Diskografie skupiny No Way Out
- The Courtesy Of Stars (EP) - 2002
- Certainty Kills (EP) - 2003

## Diskografie skupiny My American Heart
- My American Heart (EP) - 2004
- The Meaning in Makeup - 2005
- Hiding Inside the Horrible Weather - 2007

## Videografie
- "Last Goodbye" (2004)
- "This Won't Stop" (2004)
- "The Process" (2005)
- "Poison" (2006)
- "The Shake (Awful Feeling)" (2007)